# Доннхад Донн

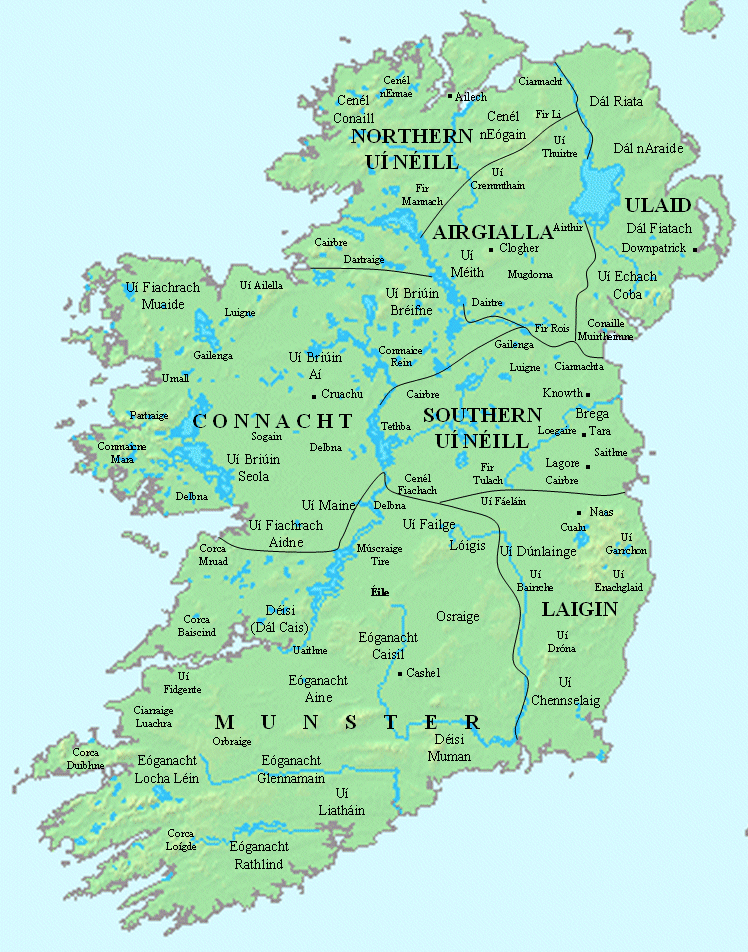
Королівства, племена, клани Ірландії в ранньому середньовіччі.

Доннхад Донн мак Флайнн — (ірл. Donnchad Donn mac Flainn) — він же: Дункан Коричневе Волосся син Фланна — верховний король Ірландії. Час правління: 919—944. Король Міде. Належав до клану Холмайн (ірл. Clann Cholmáin) — гілки південних О'Нейлів (ірл. Uí Néill).

## Походження і боротьба за владу
Доннхад Донн був сином верховного короля Ірландії на ймення Фланн Сінна та його дружини Гормлайх інген Фланн мак Конайнг (ірл. Gormlaith ingen Flann mac Conaing). Дата його народження невідома, але він був уже дорослим у 904 році коли кинув виклик своєму батькові в абатстві Келлс. «Літопис Ольстера» повідомляє, що Доннхад Донн повстав проти свого батька — верховного короля Ірландії. Він і його прибічники сховалися за стінами абатства Келлс, яке оточив Фланн. Фланн Сінна взяв штурмом абатство, захопив союзників Доннхада Донна і відсік їм голови.
Доннхад знову повстав проти свого батька у 915 році за підтримки свого брата Конхобара, але це повстання знову було придушене. Спадкоємцем трону був проголошений Ніалл Глундуб всупереч бажанню короля, що вже втратив двох своїх улюблених синів, яким хотів передати трон. Справа в тому, що згідно тодішніх звичаїв та неписаних законів в Ірландії трон верховного короля передавався від південних до північних О'Нейлів. Коли Фланн Сінна помер у 916 році, трон верховних королів Ірландії успадкував Ніалл Глундуб, трон королів Міде — Конхобар. Він же став вождем клану Холмайн.

Основні королівства Ірландії та королівство Міде — особисті володіння верховного короля Ірландії в Х столітті.

Але їх царювання було недовгим. 14 вересня 919 року Ніалл Глундуб та Конхобар і ще 20 вождів ірландських кланів були вбиті в битві з вікінгами, які знову напали на Ірландію і захопили великі території. Серед загиблих ірландців були і чоловік сестри Доннхада Мел Міхіг мак Фланнакайн (ірл. Máel Mithig mac Flannácain), і син брата Ніалла Глундуба, і Флайхбертах мак Домнайлл (ірл. Flaithbertach mac Domnaill), який був спадкоємцем трону верховних королів Ірландії і багато інших шляхетних ірландців. Після цього Доннхад Донн мак Флайнн захопив трон верховних королів Ірландії і трон короля Міде. У тому ж фатальному для Ірландії 919 році Доннхад Донн осліпив свого брата Еда (ірл. Áed), потім вбив іншого брата. Літописи говорять: «Домналл — онук Маела Сехнайлла був по-зрадницьки вбитий своїм братом Доннхадом Донном під час боротьби за трон».

## Верховний король Ірландії
Перше, що здійснив Доннхад Дон будучи на троні верховних королів Ірландії, це почав (точніше продовжив) війну проти вікінгів. Бойові дії розгорнулись в сучасному графстві Лаут. Вікінги були розбиті в битві і як пишуть літописи «багато іноземців було вбито». Все своє правління Доннхад Донн вів запеклу боротьбу проти вікінгів. За це його нарекли «Гектор західного світу». Невтомний Муйрхертах мак Нейлл (ірл. Muirchertach mac Néill), якого назвали Муйрхертах Шкіряний Плащ — король Айлеху був союзником і заступником верховного короля в боротьбі з вікінгами. Імовірно, саме він би успадкував трон верховних королів Ірландії, якби не загинув в бою проти вікінгів 28 лютого 943 року. Доннхад Донн віддав йому за дружину свою дочку. Але відносини між ними не завжди були добрими. Літописи повідомляють про конфлікти 927, 929 і 938 роках. Дружина Муйрхертаха Шкіряний Плащ померла у 940 році. У 941 році Муйрхертах здійснив похід в королівства Міде, Осрайге, Манстер, взяв від короля Манстера Келлахана Кайсіла (ірл. Cellachán Caisil) заручників і цим продемонстрував обмеженість влади верховного короля Ірландії.
Після смерті Доннхада Донна мак Флайнна у 944 році трон верховних королів Ірландії захопив Конгалах Кногба з клану Сіл н-Аедо Слайне, що теж був кланоим південних О'Нейлів — чергування південних і північних кланів на троні верховних королів було порушене внаслідок загибелі Муйрхертаха Шкіряного Плаща. Королем Міде став син Доннхада Донна — Енгус (ірл. Óengus).

## Родина
Доннхад Донн був одружений тричі.

### Дружини
Перша дружина: Кайннех інген Каннанан (ірл. Cainnech ingen Canannán) (пом. 929) — дочка вождя клану Кенел Конайлл (ірл. Cenél Conaill) — гілки північних О'Нейлів.
Друга дружина: Орлайх інген Кеннетіг (ірл. Órlaith íngen Cennétig) — сестра Бріана Бору з клану Дал г-Кайс (ірл. Dál gCais) — була вбита у 941 році за наказом Доннхада Донна по причині подружньої зради з Енгусом.
Третя дружина: Дуб Лемна інген Тігеарнайн (ірл. Dub Lémna ingen Tighearnáin) (пом. 943) — дочка короля Брейфне.
Чарльз Доерті зазначає, що всі три шлюби короля Доннхада Донна були політичними — на той час клани та королівства Кенел Конайлл, Дал г-Кайс, Брейфне були наймогутнішими кланами і королівськими родами в Ірландії.

### Діти
Конн (пом. 944).
Енгус (пом. 945).
Домналл Донн (пом. 952) — батько майбутнього верховного короля Ірландії і короля Тари Маела Сехнайлла мак Домнайлла (ірл. Máel Sechnaill Mac Domnaill).
Дочка Фланн інген Доннхада (ірл. Flann ingen Donnchadha) (пом. 940) — дружина Муйхертаха мак Нейлла.
Дочка Ебфінн інген Доннхада (ірл. Óebfhinn ingen Donnchadha) (пом. 952).

### Сестра
Гормфлайх інген Фланн Сінна (ірл. Gormflaith ingen Flann Sinna) (870—948) — була королевою Тари.